# برنار بلکر
برنار بلکر (فرانسوی: Bernard Blaquart‎؛ زادهٔ ۱۶ اوت ۱۹۵۷) بازیکن سابق و مربی فوتبال اهل فرانسه است.
از باشگاه‌هایی که در آن بازی کرده‌است می‌توان به باشگاه فوتبال بوردو و باشگاه فوتبال تولوز اشاره کرد.